# Gamarde-les-Bains
Gamarde-les-Bains (gaskonsko Gamarde) je zdraviliško naselje in občina v francoskem departmaju Landes regije Akvitanije. Naselje je leta 2009 imelo 1.016 prebivalcev.

## Geografija
Kraj leži v pokrajini Gaskonji 17 km vzhodno od Daxa.

## Uprava
Občina Gamarde-les-Bains skupaj s sosednjimi občinami Cassen, Clermont, Garrey, Gibret, Goos, Gousse, Hinx, Louer, Lourquen, Montfort-en-Chalosse, Nousse, Onard, Ozourt, Poyanne, Poyartin, Préchacq-les-Bains, Saint-Geours-d'Auribat, Saint-Jean-de-Lier, Sort-en-Chalosse in Vicq-d'Auribat sestavlja kanton Montfort-en-Chalosse s sedežem v Montfortu. Kanton je sestavni del okrožja Dax.

## Zanimivosti
- cerkev sv. Petra,
- dvorec Château de Hon iz 16. stoletja.